# نفس (فیلم ۲۰۰۷)
نفس (انگلیسی: Breath) فیلمی در ژانر درام به کارگردانی کیم کی-دوک است که در سال ۲۰۰۷ منتشر شد. از بازیگران آن می‌توان به کیم کی-دوک و ها جونگ-وو اشاره کرد. این فیلم در سال ۲۰۰۷ نامزد نخل طلای بهترین فیلم جشنواره فیلم کن شد.

## جوایز
| سال  | جایزه                           | دسته                                      | نامزدی     | نتیجه    |
| ---- | ------------------------------- | ----------------------------------------- | ---------- | -------- |
| ۲۰۰۷ | جشنواره فیلم کن                 | نخل طلا بهترین فیلم                       | کیم کی دوک | نامزدشده |
| ۲۰۰۸ | جشنواره فیلم فانتاسپورتو پرتغال | جایزه ویژه هیئت داوران بخش Orient Express | کیم کی دوک | برنده    |